# I Used to Be Famous
I Used to Be Famous (Ich war einmal berühmt) ist ein britischer Film aus dem Jahr 2022 unter der Regie von Eddie Sternberg, in dem es um Musik und deren Kraft, Freundschaften entstehen zu lassen, geht.

## Handlung
Vor zwanzig Jahren war Vince Mitglied der populären britischen Boygroup Stereo Dream. Jetzt lebt der ehemalige Popstar allein in ärmlichen Verhältnissen in London und versucht ein Comeback, indem er seine Auftritte in verschiedenen Pubs anbietet. Außerdem stellt er sein Keyboard in den Straßen von Peckham auf und hofft, dass ihm jemand zuhört und seine Musik entdeckt wird. Dort entsteht eines Tages eine spontane Jam-Session mit dem jungen Stevie, einem autistischen Drummer, der über ein unglaubliches Rhythmusgefühl verfügt, was Vince erkennt. Stevie erinnert ihn an seinen vor vielen Jahren verstorbenen Bruder, den er immer noch schmerzlich vermisst. Die Session wird von irgendjemandem aufgenommen und ins soziale Netzwerk hochgeladen. Durch die vielen Abrufe sieht Vince nun eine Chance für Stevie und sich selbst, zusammen aufzutreten und so ins Musikgeschäft zu kommen.
Auf der Suche nach Stevie, dessen alleinerziehende Mutter Amber ihn vor anderen beschützen will und die Jam-Session zu einem plötzlichen Ende gebracht hat, findet Vince eine musiktherapeutische Gruppe in der Kirche seiner Nachbarschaft, an der Amber und Stevie teilnehmen. Um dem jungen Schlagzeuger näher zu kommen, schließt Vince sich ebenfalls an. Er scheint die Gruppendynamik positiv zu beeinflussen, denn auch die schüchterne Aiyana singt für ihn. Der Therapeut bietet ihm nach einigen gemeinsamen Sitzungen sogar an, sein Nachfolger zu werden und die Gruppe zu übernehmen.
Inzwischen hat Vince über die Musik engen Kontakt zu Stevie geknüpft. Trotz Ambers Widerstand gelingt es ihm, Stevie zu einem kleinen Zwei-Mann-Auftritt zu motivieren. Durch einen Zufall erhält ihr neues Duo einen Namen: The Tin Men. Trotz des positiven Echos vom Publikum nach zwei Songs und Stevies Anstrengung, beim Auftritt vor vielen Menschen nicht in Panik auszubrechen, endet ihre erste Live Darbietung katastrophal, denn ein Mann beschimpft Stevie wegen seiner Andersartigkeit. Daraufhin verteidigt ihn Vince und gerät in eine Schlägerei. Stevie ist dadurch extrem gestresst, er verlässt mit seiner Mutter den Pub. Der für den Abend bestellte ehemalige Bandkollege von Vince, Austin, erscheint nach dem Auftritt und sieht Vince nur noch verletzt mit dem Keyboard auf der Straße liegen.
Dieser Misserfolg führt dazu, dass Amber von Vince verlangt, ihren Sohn nicht mehr zu behelligen und in ihm keine falschen Hoffnungen zu wecken. Vince besucht nun seine Mutter, zu der er seit dem Tod seines Bruders ein schwieriges Verhältnis hat. Obwohl sein Bruder schwer krank war, machte Vince damals mit seiner Boygroup eine Tournee und kam auch nicht wie versprochen zum letzten Geburtstag seines Bruders. So starb dieser, ohne dass Vince ihn noch einmal sehen konnte. Als die Mutter Vince nach seinem Besuch die Mundharmonika des Bruders schickt, motiviert ihn das, trotz seiner Enttäuschung über den letzten Auftritt weiterzumachen. Unterdessen geht Stevie eigene Wege. Er informiert sich über ein Musikstudium an einem renommierten Londoner Musikcollege und geht selbst zu Pubs, um für The Tin Men einen Auftritt zu organisieren, was ihm gelingt. Stolz erzählt er es Vince, der sich zu freuen scheint und auch verspricht, mit Stevie dessen Geburtstag zu feiern.
Kurz danach bietet Austin Vince unverhofft eine Mitarbeit als Vorgruppe für seine letzte Konzerttour an. Aber Vince muss sich dafür von der Zusammenarbeit mit Stevie verabschieden, weil der Bandmanager keine andersartigen Musiker für die Tour engagieren will. Austin zeigt Vince im Studio, wie dessen Musik in etwas Popartiges, Moderneres umgewandelt wird und der Bandmanager legt ihm den Vertrag vor, den er direkt unterschreiben soll. Vince sitzt nachdenklich allein über dem Papier und überlegt.
Kurz darauf feiert Stevie seinen 19. Geburtstag wie jedes Jahr mit seiner Mutter in einem Restaurant, aber Vince ist nicht dabei. Anschließend finden die beiden Hinweise an parkenden Autos, die Stevie zu dem Platz führt, an dem sich The Tin Men zum ersten Mal trafen. Dort gibt es eine Bühne mit dem Band-Logo, alles ist festlich erleuchtet und Getränke werden angeboten. Amber und Stevie setzen sich auf die vorbereiteten Ehrenplätzen, als Vince mit dem kleinen Konzert beginnt und auch die Musiktherapiegruppe erscheint und mitmacht. Das ist Stevies Geburtstagsgeschenk. Begeistert geht dieser auch auf die Bühne und nimmt seinen Platz am Schlagzeug ein. Vince hat sich letztendlich für die Freundschaft und nicht für sein musikalisches Comeback als Star entschieden.

## Produktion
Der Film kam am 9. September 2022 in die Kinos und ist ab dem 16. September 2022 auf der Filmplattform Netflix abrufbar. Es ist der erste Spielfilm unter der Regie von Eddie Sternberg, der bereits einen gleichnamigen Kurzfilm drehte. Dieser schaffte es 2015 auf die sogenannte Long List für den besten britischen Kurzfilm der britischen Independent Film Awards. Die Rolle des Stevie in I Used to Be Famous ist das Debüt von Leo Long vor der Kamera. Der junge Schlagzeuger hatte als Musiker bereits Konzertauftritte mit dem London Youth Folk Ensemble und dem National Open Youth Orchestra und identifiziert sich selbst als neurodivergent. Ed Skrein, der die Hauptrolle von Vince verkörpert, ist nicht nur Schauspieler, sondern auch Rapper. Er spielte auch in der dritten Episode der Fernsehserie Games of Throne mit.

## Rezeption
Auf der Website von The Guardian beschrieb Leslie Felperin den Film als ein „sweet-natured comedy drama“ (gutmütiges Komödiendrama), das sich angenehm vorhersehbar entwickle. Lobend hebt sie hervor, dass die Rolle des autistisch Stevie von Leo Long dargestellt wird, der sich im wirklichen Leben als neurodivergent identifiziere und nicht nur ein guter Schlagzeuger, sondern auch ein ziemlich guter Schauspieler sei. Außerdem verdiene die Darstellung der positiven Auswirkung von Musiktherapie einen Bonuspunkt.
Sophie WiIliams empfahl den Film auf Cosmopolitan.com mit den Worten: „The perfect combination of laugh til you cry moments and actual cry moments, it's a wholesome story“ (Die perfekte Kombination aus Momenten, in denen man lacht, bis man weint, und Momenten, in denen man wirklich weint - eine heilsame Geschichte).
In der New York Times urteilte Glenn Kenny, dass „The seamlessness with which the actor [Leo Long] and his compelling character fit into picture, directed by Eddie Sternberg, is the most noteworthy thing about it.“ (Die Nahtlosigkeit, mit der sich der Schauspieler [Leo Long] und seine fesselnde Figur in das von Eddie Sternberg inszenierte Bild einfügen, ist das Bemerkenswerteste an ihm [dem Film].) und stellt damit dem jungen Schauspieler ein großes Lob aus.
Die Qualität der Filmmusik wurde von Jay Honeycomb auf medium.com als ausgezeichnet hervorgehoben. Er bezeichnete Stevies Spiel als „Stevie’s perplexingly godly-sounding drum kit“ (göttlich klingendes Schlagzeug von Stevie).